# Joseph Visschers
Jan Hubert Joseph (Joseph) Visschers (Ulestraten, 6 juni 1897 – 26 februari 1977) was een Nederlands politicus.
Hij werd geboren als zoon van Jan Pieter Visschers (1856-1937) en Maria Petronella Pinckaers (1853-1923). Zijn vader was van 1894 tot 1930 burgemeester van Ulestraten. Zelf studeerde hij tot 1929 economie en recht aan Nederlandsche Handels-Hoogeschool in Rotterdam. Daarna werd hij volontair bij de gemeente Ulestraten en vanaf januari 1931 was hij daar de gemeentesecretaris. Drie jaar later volgde zijn benoeming tot burgemeester van Spaubeek. Hij ging in 1962 met pensioen en overleed in 1977 op 79-jarige leeftijd.